# 渥街-溫哥華全科醫院站
渥街－溫哥華全科醫院站（英語：Oak-VGH Station）是加拿大卑詩省溫哥華架空列車千禧線一座建設中的車站，為運輸聯線收費架構中一號收費區的其中一個車站。此站位於溫哥華市錦繡區界線，百老匯街和月桂街（Laurel Street）交界的西南角，鄰近溫哥華全科醫院。
在初期規劃階段，本站曾命名為錦繡－溫哥華全科醫院站。2020年9月17日，本站改以鄰近的渥街為地標，正式更名為現名。
本站原訂於2025年開幕，但後來卑詩省政府於2022年11月宣布因有工人罷工，啟用時間延誤至2026年初。

## 車站設計

### 樓層
| S | 地面     | 出入口、自動售票機、驗票閘門                     |
| T | 1號月台  | 千禧線往阿標特斯站（南加蘭護站）                 |
| T | 島式月台 |                                                  |
| T | 2號月台  | 千禧線往拉法基湖－道格拉斯站（百老匯－市政廳站） |